# Paxton (Florida)
Paxton ist eine Stadt im Walton County im US-Bundesstaat Florida. Das U.S. Census Bureau hat bei der Volkszählung 2020 eine Einwohnerzahl von 556 ermittelt. 

## Geographie
Paxton grenzt im Norden direkt an den US-Bundesstaat Alabama bzw. an die Stadt Florala im Covington County. Die Stadt liegt rund 30 Kilometer nordwestlich von DeFuniak Springs sowie etwa 120 Kilometer nordöstlich von Pensacola.
Rund zwei Kilometer östlich der Stadtgrenze befindet sich der Britton Hill, die mit 105 Metern höchste natürliche Erhebung Floridas.

## Demographische Daten
Laut der Volkszählung 2010 verteilten sich die damaligen 644 Einwohner auf 264 Haushalte. Die Bevölkerungsdichte lag bei 63,8 Einw./km². 89,0 % der Bevölkerung bezeichneten sich als Weiße, 3,4 % als Afroamerikaner, 2,6 % als Indianer und 0,5 % als Asian Americans. 1,4 % gaben die Angehörigkeit zu einer anderen Ethnie und 3,1 % zu mehreren Ethnien an. 2,5 % der Bevölkerung bestand aus Hispanics oder Latinos.
Im Jahr 2010 lebten in 32,8 % aller Haushalte Kinder unter 18 Jahren sowie 30,9 % aller Haushalte Personen mit mindestens 65 Jahren. 66,4 % der Haushalte waren Familienhaushalte (bestehend aus verheirateten Paaren mit oder ohne Nachkommen bzw. einem Elternteil mit Nachkomme). Die durchschnittliche Größe eines Haushalts lag bei 2,49 Personen und die durchschnittliche Familiengröße bei 3,10 Personen.
28,3 % der Bevölkerung waren jünger als 20 Jahre, 19,6 % waren 20 bis 39 Jahre alt, 27,9 % waren 40 bis 59 Jahre alt und 24,3 % waren mindestens 60 Jahre alt. Das mittlere Alter betrug 42 Jahre. 50,2 % der Bevölkerung waren männlich und 49,8 % weiblich.
Das durchschnittliche Jahreseinkommen lag bei 33.158 $, dabei lebten 12,7 % der Bevölkerung unter der Armutsgrenze.
Im Jahr 2000 war Englisch die Muttersprache von 100 % der Bevölkerung.

## Verkehr
Paxton wird vom U.S. Highway 331 durchquert.
Der nächste Flughafen ist der rund 70 Kilometer südlich gelegene Destin–Fort Walton Beach Airport.